# كريسمير ميكيك
كريسمير ميكيك (بالكرواتية: Krešimir Mikić)‏ هو ممثل كرواتي، ولد في 17 أبريل 1974 بأوسييك في كرواتيا.

## وصلات خارجية
- كريسمير ميكيك على موقع IMDb (الإنجليزية)
- كريسمير ميكيك على موقع قاعدة بيانات الأفلام العربية
- كريسمير ميكيك على موقع ألو سيني (الفرنسية)
- كريسمير ميكيك على موقع أول موفي (الإنجليزية)
- كريسمير ميكيك على موقع قاعدة بيانات الأفلام السويدية (السويدية)
- كريسمير ميكيك على موقع قاعدة بيانات الفيلم (الإنجليزية)
- كريسمير ميكيك على موقع كينوبويسك (الروسية)